# 임정현 (가수)
| 임정현 LIM JUNG HYUN | 임정현 LIM JUNG HYUN |
| -------------------- | --- |
| 출생                 | 2002.09.29 |
| 출생지               | 대한민국 인천 |
| 직업                 | 가수 |
| 장르                 | 발라드 |
| 학력                 | 홍익대학교 실용음악과 |
| 가족                 | 아버지, 어머니, 여동생 |
| 반려견               | 까미, 장군, 회색 |
| 별명                 | 안경쓴 발라더(VS프로그램 때 스토커를 불러서 붙여진 별명), 임꾸미(쭈꾸미를 좋아해서 팬이 붙여준 별명), 포애몸상(얼굴은 포동포동한 애기인데 몸은 상남자여서 팬이 붙여준 별명), 노진구(어렸을때 별명) |
| MBTI                 | ISFP |
| 신체                 | 173.4cm 상의: XL 신발: 270-275 |
| 좋아하는 것          | 짙은 초록색, 쑥색 타란티노감독 영화 쭈꾸미, 해산물, 회 이소라, 홍이삭, 멜로망스, Mac Ayres 브레이킹 배드(미드)                                                                                     |
| 이상형               | 관심사가 통하고 같이 있을 때 편한 사람 |

임정현은 대한민국의 가수다. 2023년 싱글 [그때가 참 많이 그리워]로 데뷔했다.

## 방송
- MNET 초대형 노래방 서바이벌 VS 프로그램 (2023) - 5위
- KBS Cool FM 'DAY6의 KISS THE RADIO'에 게스트로 출연함.

## 활동
- 2024년 2월3일 김영석의 '다음문장'의 게스트와 MC

- 2024년 4월 14일 임정현 단독 콘서트 '음악일기'

## 음반
- 그때가 참 많이 그리워 (2023)
- 초대형 노래방 서바이벌 VS EPISODE 1 (2023)
- 초대형 노래방 서바이벌 VS EPISODE 3 (2023)
- 초대형 노래방 서바이벌 VS SEMI FINAL (2023)
- 초대형 노래방 서바이벌 VS FINAL (2023)

## 여담
- 꿈과 현실이 부딪혀 2-3년간 힘든 시간을 보낸 것 같다고 한다. 쿠X 물류창고에서 일을 하면서 입시도 계속 떨어지고 해서 학원을 다니며 일을 했다고 한다. 일 마치고 집에 돌아오면 새벽 6시반이었는데 셔틀버스에서 홍이삭님의 '내 기억속의 소년' 노래를 들으면서 많이 울고 했다고 한다. 그 시절을 보내며 쿠X에서 TOP 100 을 계속 틀어주고 노래를 많이 들었어서 그런지 음악이 많이 늘었던 것 같다고 한다. (임정현의 단독콘서트 '음악일기'에서)

- 본인이 생각하는 매력포인트 : 말을 잘하는 것 같다.

- 본인피셜 눈물이 굉장히 많은 사람이라고 한다.

- 주종은 소주이고 (맥주는 배가 불러서 잘 안먹는다고) 참이슬을 먹는데 술주정이 없다고 한다. 자칭 '이슬만 먹고 사는 남자'라고 한다.

- 술 잘 마시는 여자 vs 술을 하나도 못 마시는 여자라면 당연히 술 잘마시는 여자라고 한다.

- 안경은 초등학교 3학년때부터 꼈다고 한다.

- 카카오메신저에 '너의집 바둑이' 이모티콘을 제일 좋아한다고 한다.

- 멜로망스 가수의 1집 곡 중에서는 '봄이 되어준 그대'를 제일 좋아한다고 한다.

- 최애 디저트는 초코가 들어가면 다 좋다고 한다.

- 윙크를 할 줄 모른다.

- VS 프로그램 촬영 시기에 학교를 잘 못가서 학고를 맞았다고 한다.

- 환절기에는 비염이 심해진다고 한다.

- 낚시를 좋아한다고 한다.

- 집에서는 완전 평범한 아들이라고 한다.

- 어릴 때 둘리영화에서 소문만복래(웃으면 복이온다.)라는 말을 보고 항상 웃자는 의미로 인스타 계정에 적어놓았다고 한다.

- 이소라님이 교수님께 96년에 주신 시집을 물려받았다고 한다. 그러면서 또 다른 사람에게 물려줄 수 있는 멋진 사람이 되라고 하셨다고 한다.